# Битва під Ваграмом (1809)
Битва під Ваграмом — генеральна битва Австрійсько-Французької війни 1809 року, що відбулась 5-6 липня 1809 року в районі Ваграму, поблизу острова Лобау на Дунаї. Битва була наступальною як з боку армії французів, так і з боку австрійців при значно меншій чисельності. Наполеон Бонапарт розбив війська ерцгерцоґа Карла, тим самим припинивши існування П'ятої коаліції.

## Підготовка до битви
Після поразки під Асперн-Есслінгом Наполеон жадав реваншу й готувався до нової битви з особливою прискіпливістю. Отримавши підкріплення баварськими загонами, французький імператор готувався до нової переправи через Дунай. Австрійська армія під командуванням Карла займала позиції на висотах за річкою Русбах. Вивчивши помилки минулої битви, Наполеон, цього разу, вдало організував переправу своїх військ. Добре укріпивши острів Лобау, французькі сапери почали у суворій секретності зводити мости.

## Хід битви
Переправа розпочалась о 9 годині вечора 4-го липня під прикриттям 120 гармат, а 5-го липня основні частини Великої армії розгортались на Мархфельдській рівнині. На ці маневри у Наполеона пішло багато часу. Попри це, вони захопили австрійців зненацька. Наполеон дізнався, що Карл чекає на підкріплення (війська ерцгерцоґа Іоанна) вирішив атакувати супротивника з ходу, використовуючи всю масу своїх військ.
Бій розпочався о 7 годині вечора. Але, нашвидкуруч спланована фронтальна атака й погана підтримка артилерії не принесла французам та їхнім союзникам саксонцям, італійцям і баварцям нічого, окрім великих втрат. Об 11 вечора бій припинився.
Наступного дня, 6-го липня, Карл, натхненний успіхом, вирішив дати французам бій. Австрійці невірно розрахували час прибуття свого підкріплення. Карл занадто розтягнув свій фронт (на 21-27 км). Не залишив він й резервів своєї армії. О 4 ранку його війська під прикриттям туману перейшли в наступ. Зачувши канонаду, Наполеон вирішив, що до Карла підійшли війська його брата Іоанна. Наполеон наказав своїм військам йти в атаку. О 7 ранку австрійці розгорнули свою артилерію й відкрили вогонь. Французька артилерія не змусила себе довго чекати. Почалась канонада з обох сторін. Можна сказати, що французи виграли цю артилерійську дуель.
О 10 ранку правий фланг австрійців рушив вперед з метою відрізати французів від мостів на Дунаї. Їм вдалось це зробити. Наполеон, який спостерігав за битвою, вирішив зосередити більшу частину своїх військ в центрі. До 12 години солдати Макдональда вишикувались за 104-гарматною батареєю. Приблизно за годину корпус французького маршала Даву здійнявся на Нейзидельські висоти, яку захопила дивізія Фріана. Приблизно у цей самий час Наполеон віддав наказ йти в атаку солдатам Макдональда. Французи вдарили з 104 гармат й повільно пішли в атаку щільним строєм. Але австрійські солдати вже були не ті, яких раніше розбивав Наполеон. Зазнавши гіркоти поразки, австрійці хотіли будь-що виграти цю битву. Вони зустріли французів сильним вогнем рушниць. Французи, захопивши лівий фланг австрійців, почали розвивати успішний наступ в центрі, хоча й несли важких втрат. Ерцгерцоґ Карл, побачивши, що французи підтягують свої резерви, та що Нейзидельські висоти австрійці взяти не зможуть, о 3 годині дня віддав наказ відступати.
Близько 4 години на полі бою з'явився Іоанн зі своїми 13 000 солдат. Але побачивши, що битву програно, він не вступив до бою.

## Підсумок
О 8-9 вечора битва завершилась. Австрійська армія зазнала поразки. Але нищівною цю поразку назвати не можна. Тим не менше, через 4 дні після битви Карл зажадав миру.
Ця битва являє інтерес з тактичної точки зору: Вміла переправа великих сил французьких військ через Дунай, масований артилерійський вогонь й застосування глибокого таранного бойового порядку. Всього в битві було вбито 12 800 солдат.